# Milewo (województwo kujawsko-pomorskie)
Milewo – wieś kociewska w Polsce położona w województwie kujawsko-pomorskim, w powiecie świeckim, w gminie Nowe. Miejscowość wchodzi w skład sołectwa Rychława.
W latach 1975–1998 miejscowość należała administracyjnie do województwa bydgoskiego.